# Llista d'asteroides/118901–119000
| Nom            | Designació provisional | Data de descobriment | Lloc de descobriment | Descobridor/s          |
| -------------- | ---------------------- | -------------------- | -------------------- | ---------------------- |
| 118901 -       | 2000 UH67              | 25 d'octubre, 2000   | Socorro              | LINEAR                 |
| 118902 -       | 2000 UU67              | 25 d'octubre, 2000   | Socorro              | LINEAR                 |
| 118903 -       | 2000 US72              | 25 d'octubre, 2000   | Socorro              | LINEAR                 |
| 118904 -       | 2000 UT86              | 31 d'octubre, 2000   | Socorro              | LINEAR                 |
| 118905 -       | 2000 UM87              | 31 d'octubre, 2000   | Socorro              | LINEAR                 |
| 118906 -       | 2000 UE93              | 25 d'octubre, 2000   | Socorro              | LINEAR                 |
| 118907 -       | 2000 UJ95              | 25 d'octubre, 2000   | Socorro              | LINEAR                 |
| 118908 -       | 2000 UA98              | 25 d'octubre, 2000   | Socorro              | LINEAR                 |
| 118909 -       | 2000 UE106             | 30 d'octubre, 2000   | Socorro              | LINEAR                 |
| 118910 -       | 2000 UR111             | 29 d'octubre, 2000   | Kitt Peak            | Spacewatch             |
| 118911 -       | 2000 VL2               | 1 de novembre, 2000  | Socorro              | LINEAR                 |
| 118912 -       | 2000 VN16              | 1 de novembre, 2000  | Socorro              | LINEAR                 |
| 118913 -       | 2000 VM18              | 1 de novembre, 2000  | Socorro              | LINEAR                 |
| 118914 -       | 2000 VV18              | 1 de novembre, 2000  | Socorro              | LINEAR                 |
| 118915 -       | 2000 VM25              | 1 de novembre, 2000  | Socorro              | LINEAR                 |
| 118916 -       | 2000 VR25              | 1 de novembre, 2000  | Socorro              | LINEAR                 |
| 118917 -       | 2000 VU26              | 1 de novembre, 2000  | Socorro              | LINEAR                 |
| 118918 -       | 2000 VY26              | 1 de novembre, 2000  | Socorro              | LINEAR                 |
| 118919 -       | 2000 VR27              | 1 de novembre, 2000  | Socorro              | LINEAR                 |
| 118920 -       | 2000 VH31              | 1 de novembre, 2000  | Socorro              | LINEAR                 |
| 118921 -       | 2000 VP45              | 2 de novembre, 2000  | Socorro              | LINEAR                 |
| 118922 -       | 2000 VE48              | 2 de novembre, 2000  | Socorro              | LINEAR                 |
| 118923 -       | 2000 VM51              | 3 de novembre, 2000  | Socorro              | LINEAR                 |
| 118924 -       | 2000 VG53              | 3 de novembre, 2000  | Socorro              | LINEAR                 |
| 118925 -       | 2000 VH59              | 6 de novembre, 2000  | Socorro              | LINEAR                 |
| 118926 -       | 2000 VT59              | 1 de novembre, 2000  | Kitt Peak            | Spacewatch             |
| 118927 -       | 2000 WQ2               | 19 de novembre, 2000 | Kitt Peak            | Spacewatch             |
| 118928 -       | 2000 WB3               | 19 de novembre, 2000 | Socorro              | LINEAR                 |
| 118929 -       | 2000 WK5               | 19 de novembre, 2000 | Socorro              | LINEAR                 |
| 118930 -       | 2000 WB8               | 20 de novembre, 2000 | Socorro              | LINEAR                 |
| 118931 -       | 2000 WD21              | 24 de novembre, 2000 | Bohyunsan            | Y.-B. Jeon, B.-C. Lee  |
| 118932 -       | 2000 WC24              | 20 de novembre, 2000 | Socorro              | LINEAR                 |
| 118933 -       | 2000 WA27              | 26 de novembre, 2000 | Desert Beaver        | W. K. Y. Yeung         |
| 118934 -       | 2000 WG31              | 20 de novembre, 2000 | Socorro              | LINEAR                 |
| 118935 -       | 2000 WE42              | 21 de novembre, 2000 | Socorro              | LINEAR                 |
| 118936 -       | 2000 WT43              | 21 de novembre, 2000 | Socorro              | LINEAR                 |
| 118937 -       | 2000 WT46              | 21 de novembre, 2000 | Socorro              | LINEAR                 |
| 118938 -       | 2000 WM47              | 21 de novembre, 2000 | Socorro              | LINEAR                 |
| 118939 -       | 2000 WL51              | 27 de novembre, 2000 | Kitt Peak            | Spacewatch             |
| 118940 -       | 2000 WH58              | 21 de novembre, 2000 | Socorro              | LINEAR                 |
| 118941 -       | 2000 WW60              | 21 de novembre, 2000 | Socorro              | LINEAR                 |
| 118942 -       | 2000 WK62              | 23 de novembre, 2000 | Haleakala            | NEAT                   |
| 118943 -       | 2000 WF67              | 26 de novembre, 2000 | Socorro              | LINEAR                 |
| 118944 -       | 2000 WU67              | 20 de novembre, 2000 | Anderson Mesa        | LONEOS                 |
| 118945 Rikhill | 2000 WS68              | 29 de novembre, 2000 | Junk Bond            | J. Medkeff             |
| 118946 -       | 2000 WQ69              | 19 de novembre, 2000 | Socorro              | LINEAR                 |
| 118947 -       | 2000 WV69              | 19 de novembre, 2000 | Socorro              | LINEAR                 |
| 118948 -       | 2000 WN83              | 20 de novembre, 2000 | Socorro              | LINEAR                 |
| 118949 -       | 2000 WM88              | 20 de novembre, 2000 | Socorro              | LINEAR                 |
| 118950 -       | 2000 WG89              | 21 de novembre, 2000 | Socorro              | LINEAR                 |
| 118951 -       | 2000 WU89              | 21 de novembre, 2000 | Socorro              | LINEAR                 |
| 118952 -       | 2000 WA92              | 21 de novembre, 2000 | Socorro              | LINEAR                 |
| 118953 -       | 2000 WN94              | 21 de novembre, 2000 | Socorro              | LINEAR                 |
| 118954 -       | 2000 WR99              | 21 de novembre, 2000 | Socorro              | LINEAR                 |
| 118955 -       | 2000 WU100             | 21 de novembre, 2000 | Socorro              | LINEAR                 |
| 118956 -       | 2000 WA103             | 26 de novembre, 2000 | Socorro              | LINEAR                 |
| 118957 -       | 2000 WE115             | 20 de novembre, 2000 | Socorro              | LINEAR                 |
| 118958 -       | 2000 WR121             | 26 de novembre, 2000 | Socorro              | LINEAR                 |
| 118959 -       | 2000 WO124             | 19 de novembre, 2000 | Socorro              | LINEAR                 |
| 118960 -       | 2000 WQ124             | 20 de novembre, 2000 | Socorro              | LINEAR                 |
| 118961 -       | 2000 WO125             | 29 de novembre, 2000 | Socorro              | LINEAR                 |
| 118962 -       | 2000 WK129             | 19 de novembre, 2000 | Kitt Peak            | Spacewatch             |
| 118963 -       | 2000 WY132             | 19 de novembre, 2000 | Socorro              | LINEAR                 |
| 118964 -       | 2000 WW133             | 19 de novembre, 2000 | Socorro              | LINEAR                 |
| 118965 -       | 2000 WA138             | 21 de novembre, 2000 | Socorro              | LINEAR                 |
| 118966 -       | 2000 WJ141             | 19 de novembre, 2000 | Socorro              | LINEAR                 |
| 118967 -       | 2000 WL144             | 21 de novembre, 2000 | Socorro              | LINEAR                 |
| 118968 -       | 2000 WP150             | 19 de novembre, 2000 | Socorro              | LINEAR                 |
| 118969 -       | 2000 WC156             | 30 de novembre, 2000 | Socorro              | LINEAR                 |
| 118970 -       | 2000 WE160             | 20 de novembre, 2000 | Kitt Peak            | Spacewatch             |
| 118971 -       | 2000 WR162             | 20 de novembre, 2000 | Anderson Mesa        | LONEOS                 |
| 118972 -       | 2000 WV171             | 25 de novembre, 2000 | Socorro              | LINEAR                 |
| 118973 -       | 2000 WD173             | 25 de novembre, 2000 | Anderson Mesa        | LONEOS                 |
| 118974 -       | 2000 WU173             | 26 de novembre, 2000 | Socorro              | LINEAR                 |
| 118975 -       | 2000 WB180             | 27 de novembre, 2000 | Socorro              | LINEAR                 |
| 118976 -       | 2000 WL181             | 30 de novembre, 2000 | Anderson Mesa        | LONEOS                 |
| 118977 -       | 2000 WQ183             | 21 de novembre, 2000 | Haute Provence       | Haute Provence         |
| 118978 -       | 2000 WW196             | 20 de novembre, 2000 | Socorro              | LINEAR                 |
| 118979 -       | 2000 XM6               | 1 de desembre, 2000  | Socorro              | LINEAR                 |
| 118980 -       | 2000 XC11              | 1 de desembre, 2000  | Socorro              | LINEAR                 |
| 118981 -       | 2000 XS13              | 4 de desembre, 2000  | Socorro              | LINEAR                 |
| 118982 -       | 2000 XK14              | 5 de desembre, 2000  | Bisei SG Center      | BATTeRS                |
| 118983 -       | 2000 XB19              | 4 de desembre, 2000  | Socorro              | LINEAR                 |
| 118984 -       | 2000 XC21              | 4 de desembre, 2000  | Socorro              | LINEAR                 |
| 118985 -       | 2000 XW26              | 4 de desembre, 2000  | Socorro              | LINEAR                 |
| 118986 -       | 2000 XM30              | 4 de desembre, 2000  | Socorro              | LINEAR                 |
| 118987 -       | 2000 XZ41              | 5 de desembre, 2000  | Socorro              | LINEAR                 |
| 118988 -       | 2000 XS44              | 5 de desembre, 2000  | Socorro              | LINEAR                 |
| 118989 -       | 2000 XO47              | 4 de desembre, 2000  | Socorro              | LINEAR                 |
| 118990 -       | 2000 XW48              | 4 de desembre, 2000  | Socorro              | LINEAR                 |
| 118991 -       | 2000 YC5               | 19 de desembre, 2000 | Socorro              | LINEAR                 |
| 118992 -       | 2000 YW6               | 20 de desembre, 2000 | Socorro              | LINEAR                 |
| 118993 -       | 2000 YL12              | 22 de desembre, 2000 | Ondřejov             | P. Kušnirák, P. Pravec |
| 118994 -       | 2000 YS28              | 28 de desembre, 2000 | Socorro              | LINEAR                 |
| 118995 -       | 2000 YH34              | 28 de desembre, 2000 | Socorro              | LINEAR                 |
| 118996 -       | 2000 YF38              | 30 de desembre, 2000 | Socorro              | LINEAR                 |
| 118997 -       | 2000 YU39              | 30 de desembre, 2000 | Socorro              | LINEAR                 |
| 118998 -       | 2000 YC40              | 30 de desembre, 2000 | Socorro              | LINEAR                 |
| 118999 -       | 2000 YJ51              | 30 de desembre, 2000 | Socorro              | LINEAR                 |
| 119000 -       | 2000 YV55              | 30 de desembre, 2000 | Socorro              | LINEAR                 |